# Джиммі Грессьє
Джиммі Грессьє (фр. Jimmy Gressier, нар. 4 травня 1997) — французький легкоатлет, який спеціалізується в бігу на довгі дистанції, шосейному бігу та кросі, багаторазовий чемпіон Європи з кросу серед юніорів та молоді, рекордсмен Європи.

## Спортивні досягнення
Чемпіон Європи з напівмарафону в індивідуальному та командному заліку (2025).
Триразовий рекордсмен Європи з шосейного бігу на 5 кілометрів — 13.18 (2020), 13.12 (2023) та 12.57 (2025).
Рекордсмен Європи з шосейного бігу на 10 кілометрів — 27.07 (2024).
Рекордсмен Європи з бігу на 5000 метрів на короткій доріжці (із довжиною кола до 200 метрів) — 12.54,92 (2025).